# Gruppo Sportivo Porto Robur Costa 2018-2019
Questa voce raccoglie le informazioni riguardanti il Gruppo Sportivo Porto Robur Costa nelle competizioni ufficiali della stagione 2018-2019.

## Organigramma societario
Area direttiva
- Presidente: Luca Casadio
- Vicepresidente: Damiano Donati
- Direttore generale: Marco Bonitta

Area organizzativa
- Team manager: Mattia Castellucci
- Organizzazione: Roberto Costa
- Responsabile abbigliamento sportivo: Corrado Scozzoli

Area tecnica
- Allenatore: Gianluca Graziosi
- Allenatore in seconda: Alessandro Greco
- Scout man: Marco Generali
- Direttore tecnico settore giovanile: Pietro Mazzi
- Responsabile settore giovanile: Maria Teresa Arfelli

Area comunicazione
- Relazioni esterne: Paolo Badiali
- Responsabile eventi: Maria Teresa Arfelli

Area marketing
- Ufficio marketing: Jacopo Pasini
- Responsabile commerciale: Jacopo Pasini
- Biglietteria: Cristina Adifi

Area sanitaria
- Responsabile staff medico: Alessandro Nobili
- Preparatore atletico: Simone Ade
- Fisioterapista: Stefano Bandini
- Osteopata: Flavio Tiene
- Radiologo: Ivan Nanni

## Rosa
| N° | Nome              | Ruolo | Data di nascita  | Nazionalità sportiva |
| -- | ----------------- | ----- | ---------------- | -------------------- |
| 1  | Roberto Russo     | C     | 23 febbraio 1997 | Italia               |
| 2  | Kamil Rychlicki   | S     | 1º novembre 1996 | Lussemburgo          |
| 5  | Simone Di Tommaso | P     | 12 maggio 1982   | Italia               |
| 6  | Cristian Poglajen | S     | 14 luglio 1989   | Argentina            |
| 7  | Giacomo Raffaelli | S     | 7 febbraio 1995  | Italia               |
| 8  | Davide Saitta     | P     | 23 giugno 1987   | Italia               |
| 9  | Pieter Verhees    | C     | 8 dicembre 1989  | Belgio               |
| 10 | Riccardo Goi      | L     | 24 agosto 1992   | Italia               |
| 11 | Andrea Argenta    | S/O   | 1º giugno 1996   | Italia               |
| 12 | Alberto Elia      | C     | 12 agosto 1985   | Italia               |
| 13 | Matěj Šmídl       | S/O   | 25 febbraio 1997 | Rep. Ceca            |
| 14 | Stefano Marchini  | L     | 14 gennaio 1997  | Italia               |
| 15 | Daniele Lavia     | S     | 4 novembre 1999  | Italia               |